# ZZ Top: A Tribute from Friends
| Оценки критиков        | Оценки критиков |
| Источник               | Оценка          |
| ---------------------- | --------------- |
| Allmusic               | [ 1 ]           |
| American Songwriter    | [ 2 ]           |
| Classic Rock Revisited | „B“             |
| HitFix                 | (смешано)       |
| Loudwire               | [ 5 ]           |
| Metal Hammer           | 4 из 7          |
| The Oklahoman          | (смешано)       |

ZZ Top: A Tribute from Friends — трибьют-альбом, посвящённый американской рок-группе ZZ Top. Релиз сборника состоялся 11 октября 2011 года; дистрибуцией диска занималась компания Universal Music Group.

## Об альбоме
В записи трибьюта приняли участие коллективы Daughtry, Nickelback, Wolfmother, Filter и другие. Также, на момент создания альбома была сформирована супер-группа The M.O.B., в состав которой вошли Стивен Тайлер из Aerosmith, Мик Флитвуд из Fleetwood Mac, Джон МакВи, Джонни Лэнг и Бретт Тэггл.
Сборник состоит из 11 треков, авторство которых принадлежит музыкантам ZZ Top, например «Gimme All Your Lovin’», «La Grange» и «Legs». Кроме того, на ZZ Top: A Tribute from Friends присутствует попурри из композиций «Waitin’ for the Bus» и «Jesus Just Left Chicago», исполненное группой Daughtry.
Трибьют был весьма неоднозначно встречен музыкальными обозревателями и слушателями. ZZ Top: A Tribute from Friends стартовал под номером 121 в Billboard 200 и на 8-й строчке Top Hard Rock Albums, с проданным тиражом 4000 копий. Альбом также дебютировал на 151-м месте канадского хит-парада.

## Список композиций
| №   | Название                                        | Artists                         | Длительность |
| --- | ----------------------------------------------- | ------------------------------- | ------------ |
| 1.  | «Sharp Dressed Man»                             | The M.O.B.                      | 4:03         |
| 2.  | «Gimme All Your Lovin’»                         | Filter                          | 3:10         |
| 3.  | «Tush»                                          | Grace Potter and the Nocturnals | 2:49         |
| 4.  | «Legs»                                          | Nickelback                      | 3:15         |
| 5.  | «Cheap Sunglasses»                              | Wolfmother                      | 4:14         |
| 6.  | «Got Me Under Pressure»                         | Loaded                          | 3:48         |
| 7.  | «Beer Drinkers and Hell Raisers»                | Coheed and Cambria              | 3:13         |
| 8.  | «Just Got Paid»                                 | Mastodon                        | 3:35         |
| 9.  | «Rough Boy»                                     | Вайклеф Жан                     | 3:05         |
| 10. | «Waitin’ for the Bus / Jesus Just Left Chicago» | Daughtry                        | 6:31         |
| 11. | «La Grange»                                     | Джейми Джонсон                  | 8:04         |

## Позиции в чартах
| Чарт (2014)           | Высшая позиция |
| --------------------- | -------------- |
| Canadian Albums Chart | 151            |
| Top Rock Albums       | 8              |
| Billboard 200         | 121            |